# Сан-Лукас (муниципалитет Чьяпаса)
Сан-Лукас (исп. San Lucas) — муниципалитет в Мексике, штат Чьяпас, с административным центром в одноимённом посёлке. Численность населения, по данным переписи 2020 года, составила 7526 человек.

## Общие сведения
Название San Lucas дано в честь Святого Луки.
Площадь муниципалитета равна 94 км², что составляет 0,1 % от площади штата, а наиболее высоко расположенное поселение Лагуна-дель-Кармен, находится на высоте 1448 метров.
Он граничит с другими муниципалитетами Чьяпаса: на севере с Синакантаном, на севере и востоке с Сан-Кристобаль-де-лас-Касасом, на юге с Тотолапой и Чьяпильей, и на западе с Акалой.

## Учреждение и состав
Муниципалитет был образован 8 мая 1935 года, по данным 2020 года в его состав входит 8 населённых пунктов, самые крупные из которых:
| Код INEGI                  | Населённый пункт                                                                    | Численность населения (2005 год) | Численность населения (2010 год) | Численность населения (2020 год) |
| -------------------------- | ----------------------------------------------------------------------------------- | -------------------------------- | -------------------------------- | -------------------------------- |
| 110                        | Всего                                                                               | 5918                             | 6734                             | 7526                             |
| 0001                       | Сан-Лукас (исп. San Lucas) 16°36′42″ с. ш. 92°43′10″ з. д. (административный центр) | 4152                             | 4716                             | 4998                             |
| 0014                       | Франсиско-Вилья (исп. Francisco Villa) 16°35′25″ с. ш. 92°40′47″ з. д.              | 709                              | 794                              | 958                              |
| 0002                       | Сан-Хосе-Буэнависта (исп. San José Buenavista) 16°37′20″ с. ш. 92°43′53″ з. д.      | 550                              | 644                              | 780                              |
| 0012                       | Лагуна-дель-Кармен (исп. Laguna del Carmen) 16°38′53″ с. ш. 92°42′29″ з. д.         | 485                              | 567                              | 780                              |
| —                          | Прочие                                                                              | 22                               | 13                               | 10                               |
| Названия на карте Генштаба |                                                                                     |                                  |                                  |                                  |

## Экономическая деятельность
По статистическим данным 2000 года, работоспособное население занято по секторам экономики в следующих пропорциях:
- сельское хозяйство и скотоводство — 71,4 % ;
- промышленность и строительство — 10,6 %;
- торговля, сферы услуг и туризма — 17,2 %;
- безработные — 0,8 %.

## Инфраструктура
По статистическим данным 2020 года, инфраструктура развита следующим образом:
- электрификация: 97,5 %;
- водоснабжение: 45,2 %;
- водоотведение: 96,6 %.

## Туризм
В муниципалитете можно побывать в пещерах Бестуко и Бурагиц, а также насладиться красотами реки Фрио.